# Autobahn 7 (Thailand)

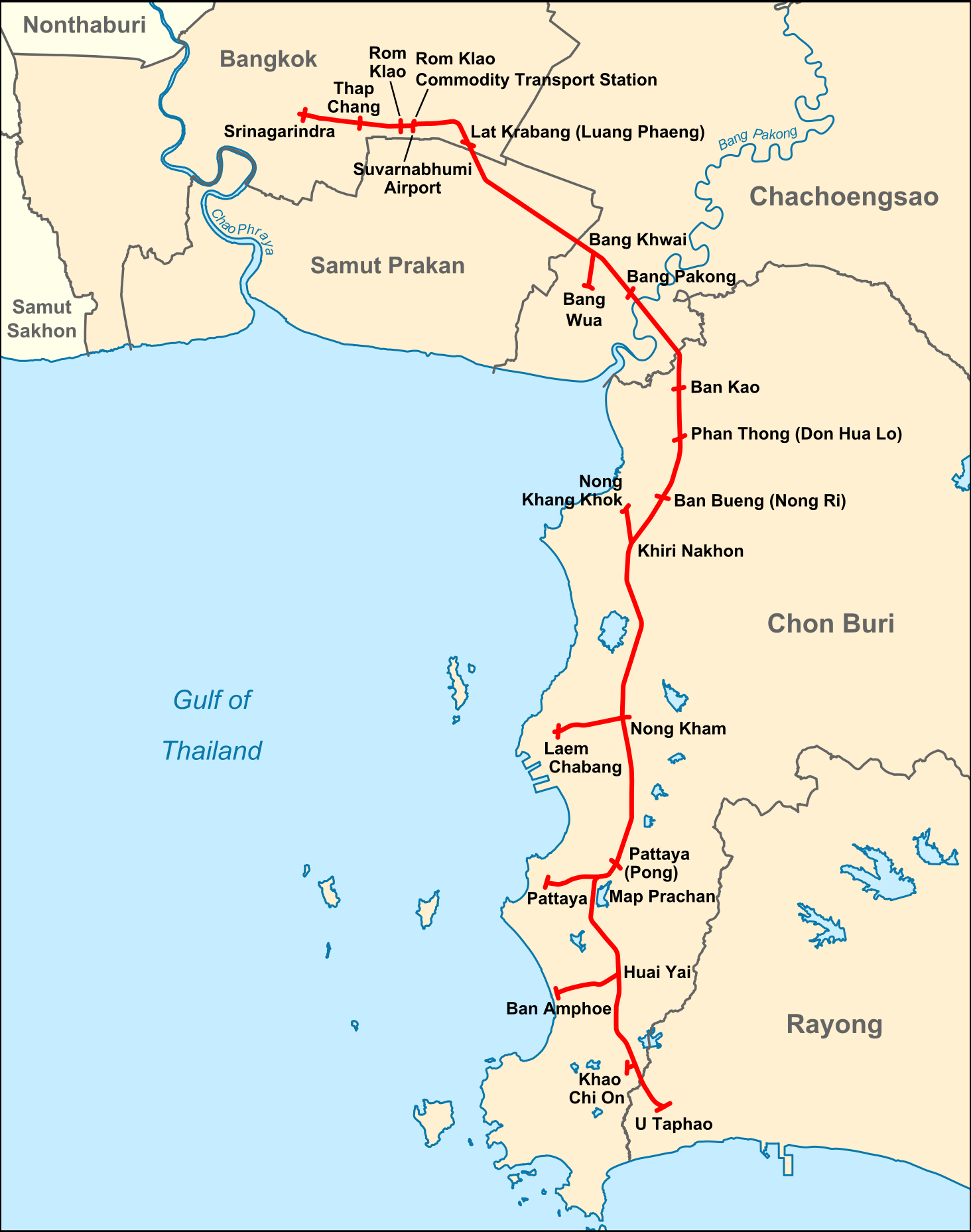
Verlauf der Autobahn 7

Die thailändische Autobahn 7 (thailändisch ทางหลวงพิเศษหมายเลข 7) oder Autobahn Bangkok–Chon Buri (englisch Bangkok–Chon Buri Motorway) verbindet Bangkok mit der östlichen Golfküste, also mit der Provinz Chon Buri, dem Tiefseehafen Laem Chabang, dem Touristenzentrum Pattaya sowie Rayong.

## Streckenführung

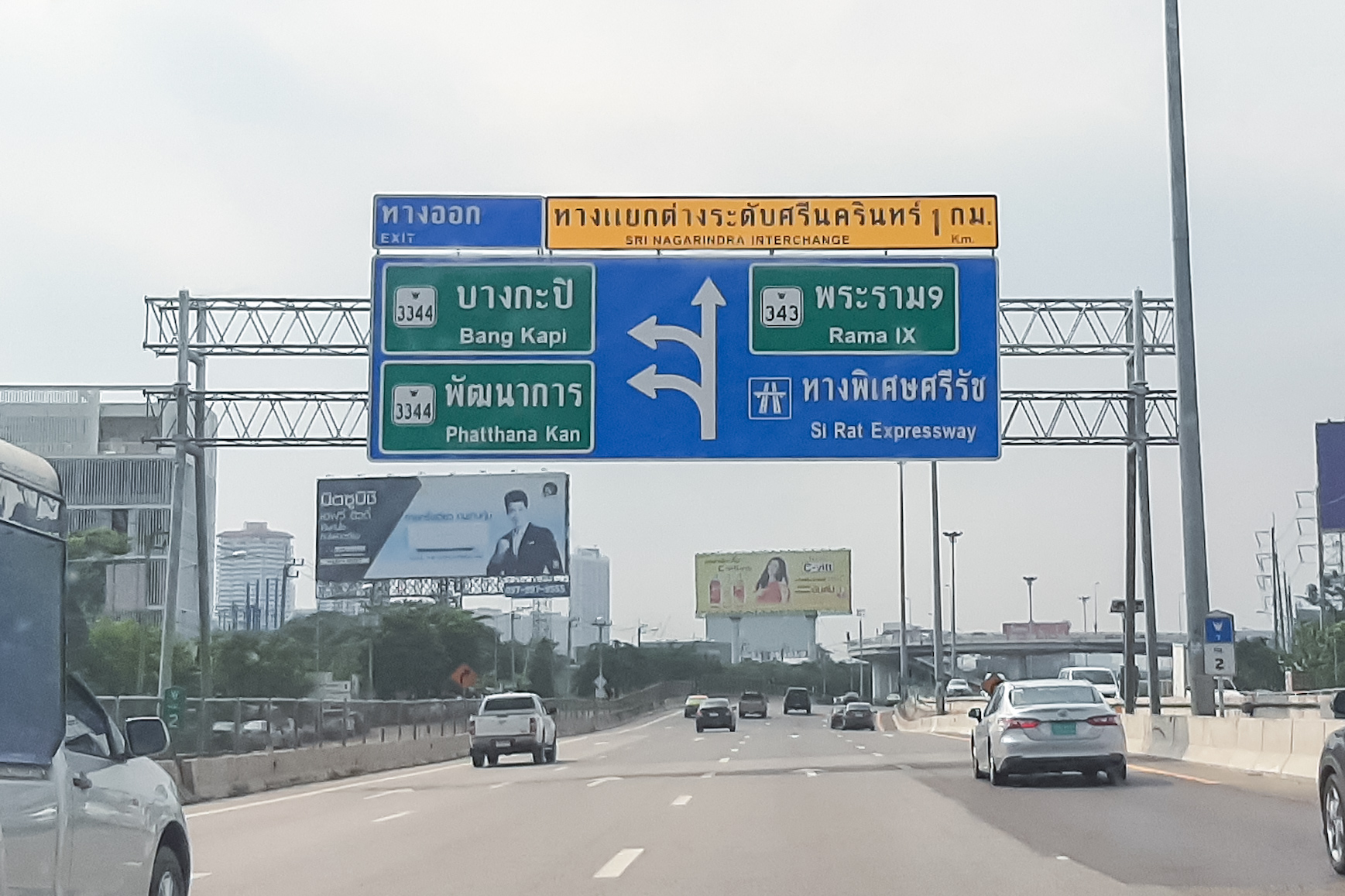
Ende der Autobahn 7 am Kreuz Sri Nagarindra

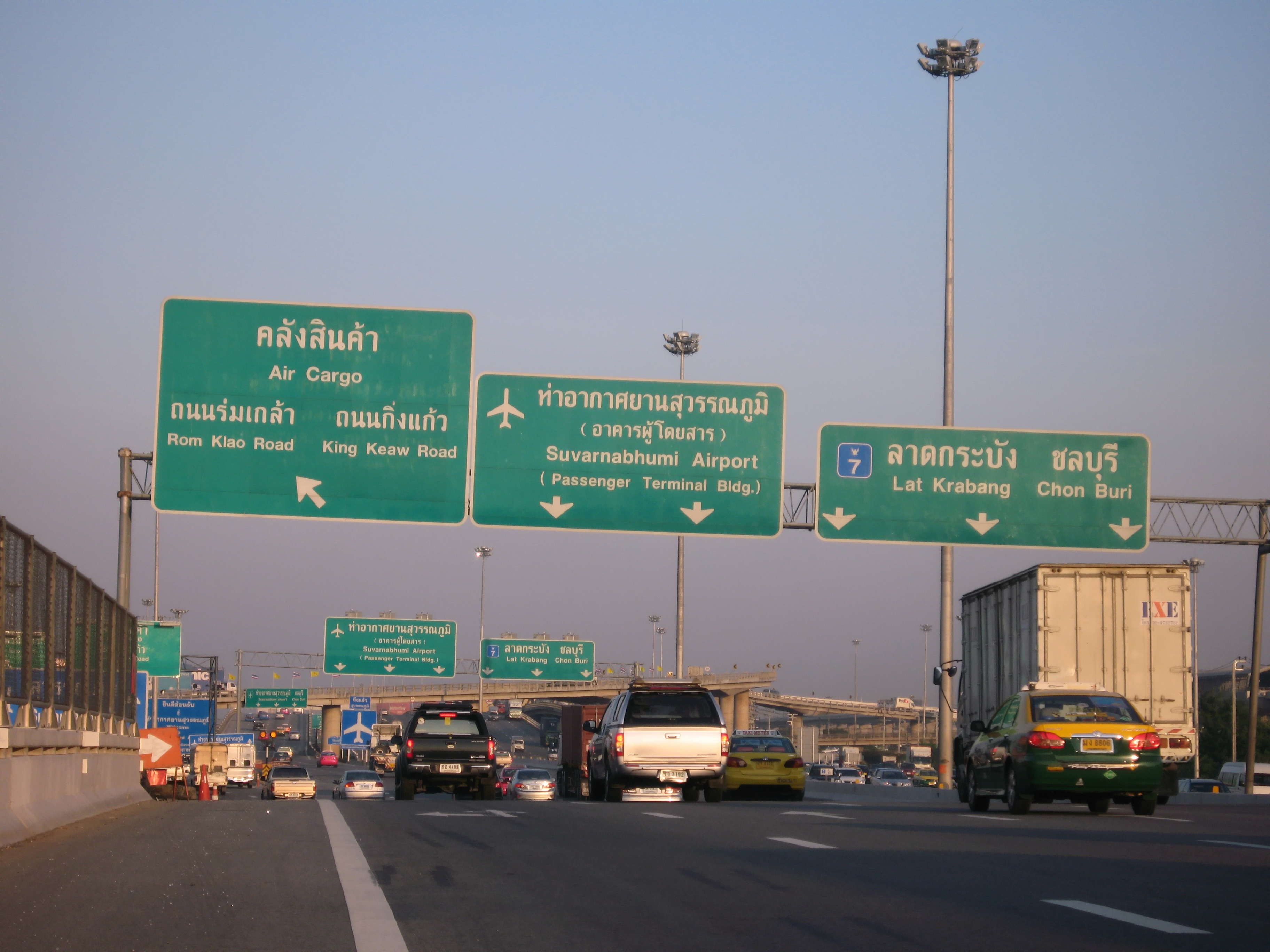
Autobahn 7 im Bereich des Flughafens Bangkok-Suvarnabhumi

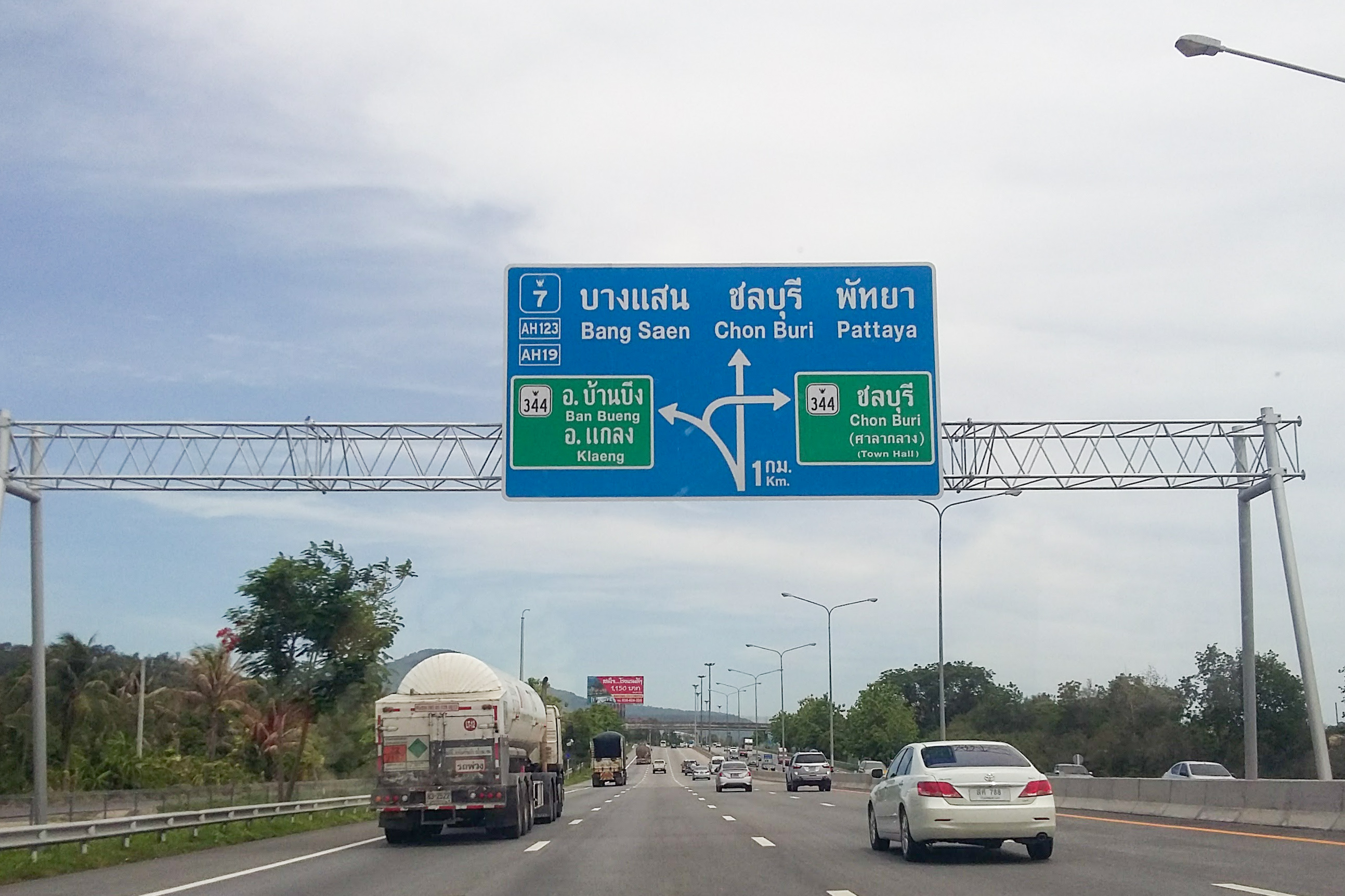
Die Autobahn 7 Richtung Südosten

Die mautpflichtige Autobahn ist größtenteils sechsspurig ausgebaut. In der Nähe Bangkoks, insbesondere an der Abzweigung zum internationalen Flughafen Suvarnabhumi, ist sie teilweise achtspurig. Sie beginnt am Kreuz Sri Nagarindra in Bangkok im Stadtteil (Khet) Suan Luang als Verlängerung der Rama-IX-Straße und des Sirat-Expressways. Die Autobahn 7 kreuzt die Äußere Bangkoker Ringstraße (Thanon Kanchanaphisek/Autobahn 9) und führt in östlicher Richtung durch Saphan Sung und Lat Krabang. Einige Kilometer hinter dem Flughafen biegt sie nach Südosten ab und führt durch die Provinzen Samut Prakan, Chachoengsao und Chon Buri.
Nach etwa fünfjähriger Bauzeit ist seit April 2010 das Teilstück von der Kreuzung mit der Thailand Route 36 (Pattaya-Rayong) bis zur Kreuzung mit der Thanon Sukhumvit östlich von Pattaya für den Verkehr freigegeben. Die Verlängerung bis Map Ta Put, Rayong wurde 2020 eröffnet. Von Chon Buri über Pattaya bis Map Ta Phut ist die Autobahn mautfrei. Derzeit endet die Autobahn 7 an der
Thailand Route 3 und ist Bestandteil des Asian Highway AH19 sowie AH 123.

Beschilderung (Mautstrecke)
Beschilderung (freie Strecke)